# James Niven (botànic)
James Niven (28 de setembre de 1776 - 9 de gener de 1827), va ser un col·leccionista de plantes i botànic escocès, especialista en la flora sud-africana.

## Vida
James Niven va néixer a Penicuik, a prop d'Edimburg el 28 de setembre de 1776. Es va formar a Escòcia i va estudiar al Jardí Botànic d'Edimburg, seguit de dos anys de formació al jardí del duc de Northumberland a Syon House. Va ser un observador intel·ligent i col·leccionista infatigable, on va descobrir moltes espècies noves, especialment en les dues famílies extenses sud-africanes: Erica i Proteaceae. Entre 1798 fins al 1812, excepte un petit parèntesi on va tornar a Anglaterra el 1803; va passar la major part del temps recollint exemplars d'herbari, llavors i bulbs al Cap de Bona Esperança, a la colònia de la Ciutat del Cap. El seu primer mecenes va ser George Hibbert, però després de 1803 va recollir mostres per a un consorci, inclosa a l'Emperadriu Josephine de França i al viver de Londres dels Srs. Lee i Kennedy. El 1812 va tornar definitivament a la Gran Bretanya. Va morir el 9 de gener de 1827.